# Сурбригген, Сантьяго
Сантьяго Сурбригген (исп. Santiago Zurbriggen; род. 27 февраля 1990, Сан-Херонимо-Норте) — аргентинский футболист, защитник. Ныне выступает за аргентинский клуб «Эстудиантес» (Рио-Куарто).

## Клубная карьера
Сантьяго Сурбригген начинал всю свою профессиональную карьеру футболиста в клубе «Унион Санта-Фе». 9 октября 2009 года он дебютировал в аргентинской Примере B Насьональ, выйдя в основном составе в домашнем поединке против команды «Бока Унидос». 9 марта 2010 года Сурбригген забил свой первый гол в лиге, открыв счёт в гостевой игре с «Платенсе».
По итогам сезона 2010/11 «Унион» вышел в Примеру. 16 августа 2011 года Сурбригген дебютировал в главной аргентинской лиге, выйдя в основном составе в гостевом матче против «Боки Хуниорс». В 2013 году «Унион» вылетел обратно в Примеру B Насьональ, а по итогам сезона 2014 вновь вернулся в Примеру.
В середине 2016 года Сантьяго Сурбригген перешёл в аргентинский «Ланус».

## Достижения
«Ланус»
- Обладатель Кубка столетия независимости (1): 2016
- Обладатель Суперкубка Аргентины (1): 2016